# 拉沙佩勒伊翁
拉沙佩勒伊翁（法語：La Chapelle-Yvon，法語發音：[la ʃapɛl ivɔ̃] ⓘ）是法国卡尔瓦多斯省的一个旧市镇，属于利雪区。2016年，拉沙佩勒伊翁与临近的4个市镇合并为新市镇瓦洛尔比凯。

## 地理
拉沙佩勒伊翁（49°3'50"N, 0°20'23"E）面积7.01 平方千米，位于法国诺曼底大区卡爾瓦多斯省，该省份为法国西北部沿海省份，北濒大西洋英吉利海峡，东北与滨海塞纳省以海上边界相接，东临厄尔省，南至奧恩省，西与芒什省接壤。
与拉沙佩勒伊翁接壤的市镇（或旧市镇、城区）包括：库尔托讷双教堂村、圣于连德马约、圣马丹德比安费特-拉克雷索尼耶尔、圣皮埃尔德马约、托尔杜埃、圣日尔曼拉康帕尼。

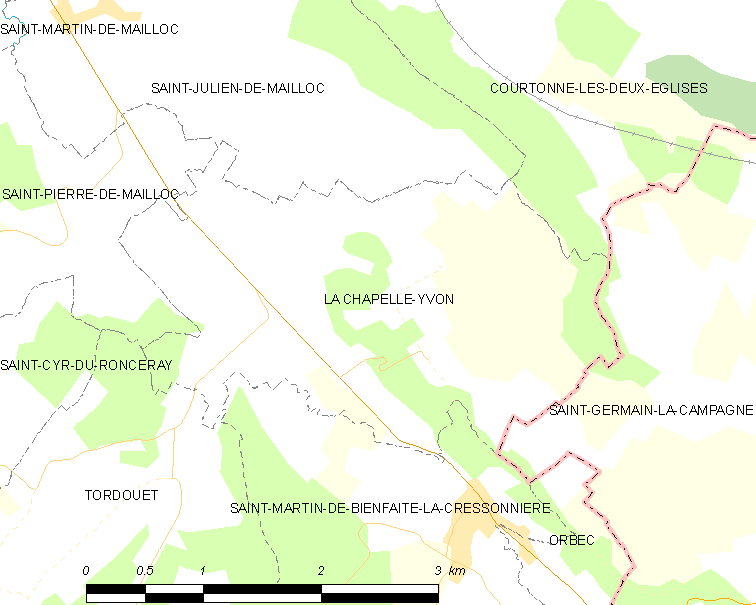
拉沙佩勒伊翁的OSM定位图

拉沙佩勒伊翁的时区为UTC+01:00、UTC+02:00（夏令时）。

## 行政
拉沙佩勒伊翁的邮政编码为14290，INSEE市镇编码为14154。

## 政治
拉沙佩勒伊翁所属的省级选区为利瓦罗派多日县。

## 人口

1962-2008年间拉沙佩勒伊翁人口变化图示

拉沙佩勒伊翁于2018年1月1日时的人口数量为550人。